# The Ballads (альбом Мэрайи Кэри)
The Ballads — сборник песен американской Поп/R&B певицы Мэрайи Кэри. Альбом включает в себя лучшие баллады на протяжении всей карьеры певицы. Международный релиз состоялся в конце 2008 года, также альбом был издан в Северной Америке в январе 2009. The Ballads был переиздан под названием LoveSongs, без песни «All I Want for Christmas Is You», и выпущен только в Великобритании в День Святого Валентина 8 февраля 2010 года.

## Об альбоме
The Ballads состоит из некоторых хитов и классических синглов Мэрайи, которые были созданы в период работы с Columbia Records. В альбом не вошла ни одна песня, изданная под лейблом Island Records. Согласно обзору радиостанции Magic FM: «Альбом объединяет 17 лиричных треков, включая такие проникновенные баллады, как: „Hero“, „Without You“ и „Anytime You Need A Friend“, а также незабываемые дуэты с Westlife в песне „Against All Odds“, и с Boyz II Men — „One Sweet Day“. Альбом станет притягательным удовольствием для всех поклонников Мэрайи».
Deluxe-версия сборника включает в себя дополнительный материал из прежде неизданных ремиксов и видео c концертных выступлений в цифровом формате.

## Список композиций
Приведенный ниже список композиций является стандартным; однако, версии для Японии и США, а также Deluxe — имеют некоторые отличия.
| #   | Название                                   | При участии                              | Из альбома       |
| --- | ------------------------------------------ | ---------------------------------------- | ---------------- |
| 1.  | Hero                                       |                                          | Music Box        |
| 2.  | Vision of Love                             |                                          | Mariah Carey     |
| 3.  | Without You                                |                                          | Music Box        |
| 4.  | Always Be My Baby                          |                                          | Daydream         |
| 5.  | My All                                     |                                          | Butterfly        |
| 6.  | How Much                                   | Usher                                    | Rainbow          |
| 7.  | Dreamlover                                 |                                          | Music Box        |
| 8   | Thank God I Found You (Make It Last Remix) | Nas & Joe                                | The Remixes      |
| 9.  | The Roof                                   |                                          | Butterfly        |
| 10. | One Sweet Day                              | Boyz II Men                              | Daydream         |
| 11. | Anytime You Need a Friend                  |                                          | Music Box        |
| 12. | I'll Be There                              | Trey Lorenz                              | MTV Unplugged EP |
| 13. | I Still Believe                            |                                          | #1’s             |
| 14. | Reflections (Care Enough)                  |                                          | Glitter          |
| 15. | Open Arms                                  |                                          | Daydream         |
| 16. | Against All Odds (Take a Look at Me Now)   | Westlife                                 | Rainbow          |
| 17. | Endless Love                               | Luther Vandross при участии Mariah Carey | Songs            |
| 18. | All I Want for Christmas Is You1           |                                          | Merry Christmas  |

- 1 Международный бонус трек

### Список композиций для Японии
1. Hero
2. One Sweet Day при участии Boyz II Men
3. Endless Love при участии Luther Vandross
4. Can’t Take That Way
5. Open Arms
6. Reflections
7. How Much
8. Butterfly
9. Love Takes Time
10. My All
11. Without You
12. Always Be My Baby
13. Vision of Love
14. Can’t Let Go
15. Anytime You Need A Friend
16. Thank God I Found You (Make It Last Remix) при участии Nas & Joe
17. I’ll Be There при участии Trey Lorenz
18. I Still Believe
19. Never Too Far
20. All I Want For Christmas (Бонус трек)[8]

### Список композиций для США
1. Hero
2. One Sweet Day при участии Boyz II Men
3. Vision of Love
4. Without You
5. Can’t Let Go
6. Love Takes Time
7. I’ll Be There при участии Trey Lorenz
8. Thank God I Found You (Make It Last Remix) при участии Nas & Joe
9. Endless Love при участии Luther Vandross
10. I Still Believe
11. My All
12. The Roof
13. When You Believe
14. Anytime You Need A Friend
15. Always Be My Baby
16. Dreamlover
17. How Much при участии Usher
18. Reflections[9]

## Хронология релиза альбома
- Италия — 17 октября 2008[10]
- Великобритания и Ирландия — 20 октября 2008[11]
- Южная Корея и Аргентина — 21 октября 2008[12]
- Австралия — 3 ноября 2008[13]
- Япония — 26 ноября 2008[8]
- Бразилия — 2 декабря 2008[14]
- Канада — ноябрь 2008
- США — 20 января 2008[15]

## Позиции в чартах
Альбом дебютировал на 17 месте в Великобритании, и в течение недели он поднялся на 16 место. На третьей неделе в чартах Великобритании он опустился до 28 строчки. После успешного появления в шоу The X Factor, сборник поднялся вверх на 15 позиций и занял 13-е место на четвёртой неделе. В течение последующей недели с 13-го места альбом сместился до 30-го, в итоге 5-недельный объём продаж альбома составил 78 030 копий. Сборник лидировал в чарте R&B Albums.
Альбом также дебютировал под номером 79 в Австралии. Релиз также состоялся на Филиппинах, но никакого официального подтверждения об объёме продаж пока не известно.
| Страна (2008)               | Высшее место | Сертификация | Продажи |
| --------------------------- | ------------ | ------------ | ------- |
| Австралия Album Charts      | 79           |              |         |
| Европа Albums Chart         | 42           |              |         |
| Греция Albums Chart         | 29           |              |         |
| Ирландия Albums Chart       | 8            |              |         |
| Италия Albums Chart         | 56           |              |         |
| Япония Albums Chart         | 19           |              | 27 052  |
| Новая Зеландия Albums Chart | 19           |              |         |
| Великобритания Albums Chart | 13           | Золотой диск | 99 534  |